# Capel-le-Ferne
Capel-le-Ferne (ˌkeɪpəl lə ˈfɜrn), der Name ist von der Wortgruppe Chapel in the Ferns abgeleitet, was so viel wie Kapelle in den Farnen bedeutet, ist ein Dorf und Civil Parish in der Nähe von Folkestone, Kent mit etwa 1850 Einwohnern (2011). Das Dorf liegt auf den Kreidefelsen von Dover, und seine größte Sehenswürdigkeit ist das Battle of Britain Memorial, das von Elizabeth Bowes-Lyon am 9. Juli 1993 eröffnet wurde und den Militärangehörigen gewidmet ist, die zwischen dem 10. Juli und 31. Oktober 1940 bei der Luftschlacht um England gekämpft haben. Das Mahnmal ist auf einem Teil der früheren Küstenbatterien erbaut. Der Eurotunnel führt unter dem nördlichsten Teil des Dorfes hindurch.
Die New Dover Road (Landstraße B2011) von Folkestone nach Dover ist die Hauptstraße des Ortes, in dem jeden Dienstagvormittag ein Bauernmarkt abgehalten wird. Der Durchgangsverkehr auf der A20 führt an Capel-le-Ferne vorbei. Der Ort ist ländlich geprägt. Wanderern auf dem Weg zum East Cliff und zum Warren Country Park in Richtung Folkestone und zum Clifftop Cafe an der Flanke der Klippen eröffnet sich der freie Blick über den Ärmelkanal in Richtung der Küste Frankreichs. In Richtung Dover führt ein Weg nach Samphire Hoe. 
Das Dorf ist verschwistert mit der Gemeinde Oye-Plage im französischen Département Pas-de-Calais, etwa 12 km östlich von Calais.

Battle of Britain Memorial
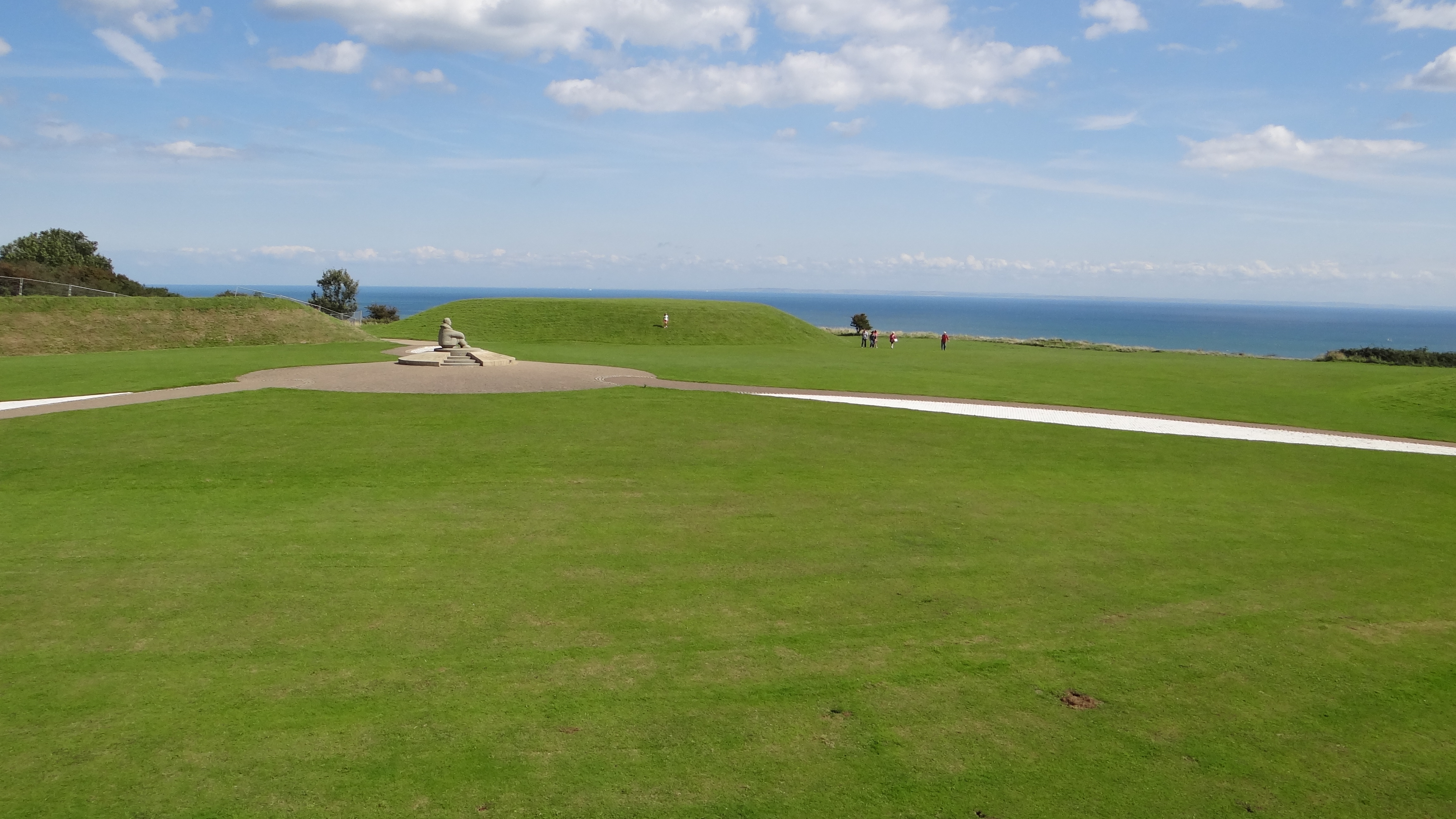
Blick Richtung Meer
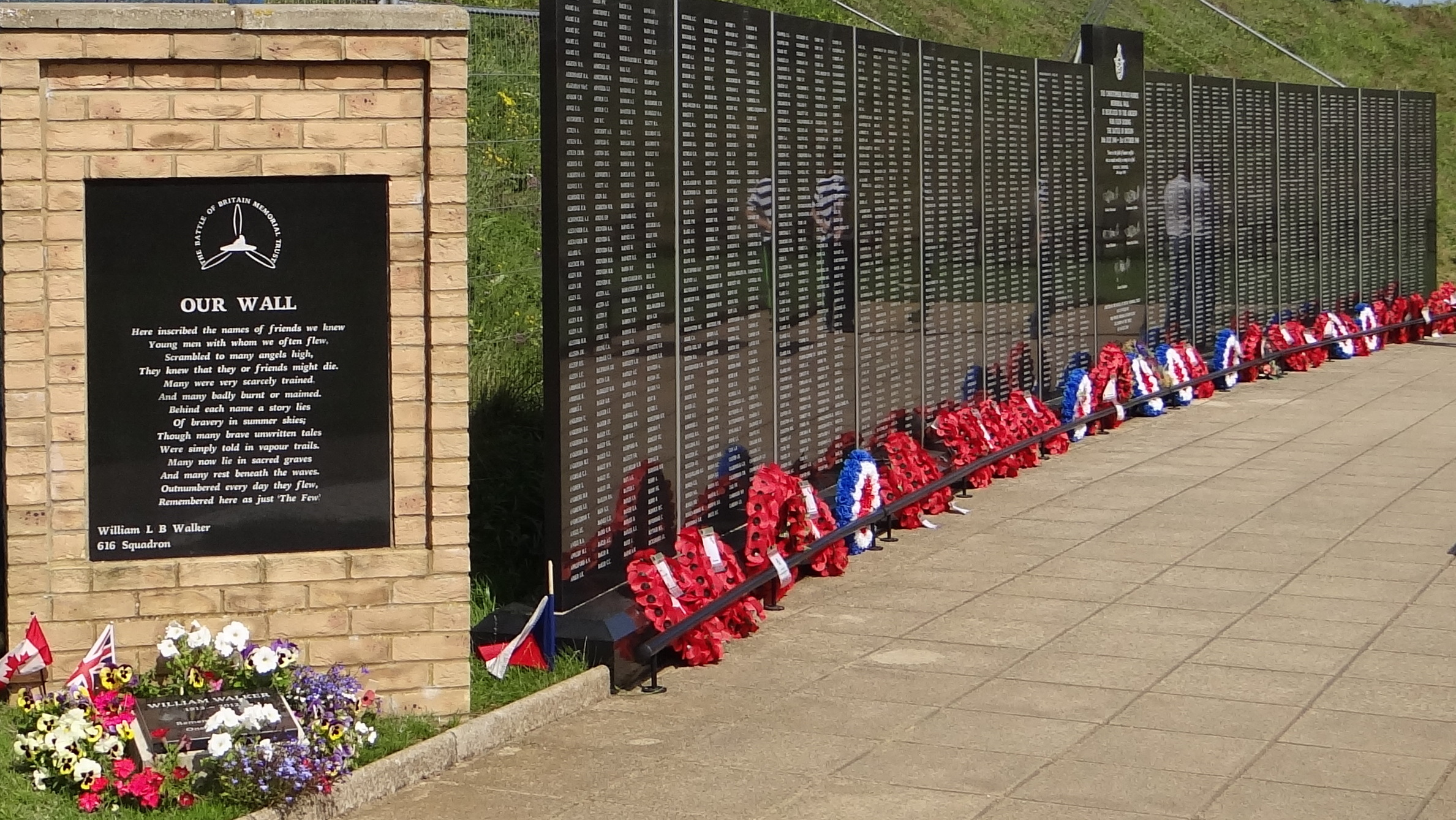
Memorial Wall
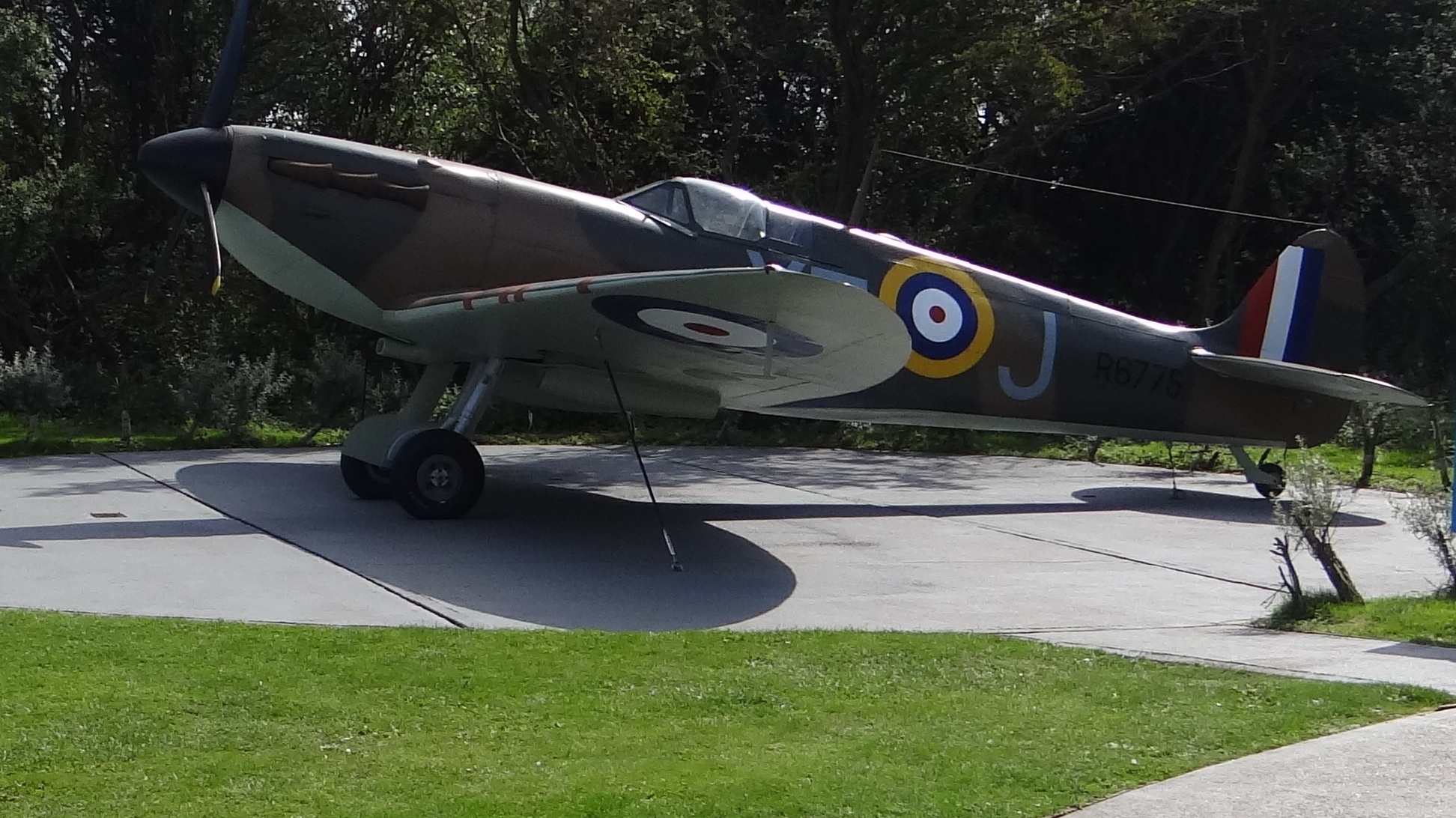
Spitfire-Nachbildung